# Bruno Blum
Bruno Blum (* 9. Oktober 1939 in Eigenheim, Bessarabien, Rumänien; † 9. August 2017) war ein deutscher Physiotherapeut.

## Werdegang
Ab 1973 wohnte Blum mit seiner Frau in Eching und arbeitete als Masseur und medizinischer Bademeister.
1971 gründete er die Deutsche Gesellschaft für Sportphysiotherapie. Er wurde Masseur und Sportphysiotherapeut der deutschen Schwimmnationalmannschaft und begleitete das Team zwischen 1972 und 2008 zu neun Olympischen Spielen sowie Welt- und Europameisterschaften.
1974 gründete er in München die staatlich anerkannte Berufsfachschule für Massage/Physikalische Therapie, an der er auch unterrichtete. Von 1975 bis 2011 war er Präsident des Verbands Physikalische Therapie (VPT).
Er ist Autor mehrerer Bücher zur Sportphysiotherapie.

## Ehrungen
- 2001: Verdienstkreuz am Bande der Bundesrepublik Deutschland
- 2013: Verdienstkreuz 1. Klasse der Bundesrepublik Deutschland